# Gustave Miklos
Dans le nom hongrois Miklós Gusztáv, le nom de famille précède le prénom, mais cet article utilise l’ordre habituel en français Gusztáv Miklós, où le prénom précède le nom.
Gustave Miklos, francisation de Gusztáv Miklós, né le 30 juin 1888 à Budapest en Hongrie, et mort le 5 mars 1967 à Oyonnax en France, est un sculpteur, peintre, précurseur du design, illustrateur et décorateur français d'origine hongroise.

## Biographie

### Années de formation
Dès 1904, il étudie à l'École royale des arts décoratifs de Budapest, où il rencontre Joseph Csaky, et fréquente l'atelier du peintre Ladislaus Kinmach. Musicien et mélomane, il joue du violon et de la cithare,.
Il arrive à Paris en 1909, s'installe à la Ruche et, attiré par la nouvelle école du cubisme, suit les cours du peintre Henri Le Fauconnier à l'Académie de la Palette. Plus tard, il entre dans l'atelier de Jean Metzinger,. Il gagne sa vie en dessinant pour les étudiants de l'École d'Architecture, et fait un bref passage à la Section d'Or.

### La guerre de 1914
Il participe, fin  juillet 1914, avec Ricciotto Canudo, Joseph Csaky, Blaise Cendrars, et Jean Lambert-Rucki, au lancement d'un appel aux artistes étrangers pour s'engager au côté des Français mobilisés,.
Sous le pseudonyme de « Rameau », Miklos est incorporé dans la Légion étrangère, tout comme son ami Jean Rucki, qui prend le pseudo de « Lambert ». Il est intégré dans l'Armée d'Orient qui le mène de Bizerte à Salonique. Il y découvre les icônes, la "science de l'effet" utilisée dans l'éclairage des basiliques, une palette de couleurs intenses et des richesses ornementales inconnues qui vont désormais influencer toutes ses créations.
Il est affecté, avec Lambert-Rucki, à des missions de reconnaissance aérienne, puis au service archéologique de la restauration de la basilique Saint-Georges de Salonique. À l'époque, y séjournent également Paul Jouve et Jean Goulden,,. Durant toute la guerre, il tient des carnets de dessins et d'aquarelles.

### L'entre deux-guerres
En février 1919, il expose au Salon des beaux-arts d'Orient, à Athènes,.
Il rentre à Paris à l'automne 1919, les poches vides. Son atelier rue Saint-Jacques, sous les toits, a été inondé par la pluie et toutes ses toiles ont été abimées. Miklos tente, pour survivre, de travailler dans plusieurs disciplines. En travaillant au côté de Pierre Frémond, il lui propose de renouveler l'art de l'émail ; ensuite il entre dans l'atelier de Brugier pour faire pareil avec des laques. Il accepte la commande du Dr Pierre Errard, pour saisir sur le vif une opération chirurgicale, dans un but pédagogique ; il dessine des  salles de cinéma et de théâtre. Vers 1920, il est admis à l'atelier Jean Dunand pour y réaliser ses bas-reliefs sur cuivre.
Il est découvert au Salon de 1920 par le couturier et mécène, Jacques Doucet, et dès 1921, travaille pour lui comme assistant de Pierre Legrain, à la décoration du studio Saint James et y conçoit des œuvres fort diverses : meubles, verrières, sculptures, tapis, boîtes, etc. Leur relation dure jusqu'au décès de J. Doucet, en 1929. Il y croise André Breton, un temps conseiller de Doucet,.
Créateur moderniste et prolifique, apportant sa touche « byzantine » revue par le cubisme, il est apprécié par le Groupe Dunand-Goulden-Jouve-Schmied et conçoit pour eux plusieurs décors (sauf pour Jouve). Lors de la première (1921) et de la seconde (1922) exposition de ce Groupe à la galerie Georges Petit, le nom de Miklos figure au catalogue à côté d'œuvres dont les décors ont été réalisés d'après ses dessins. Son nom disparaît du catalogue Georges Petit à partir de 1923.

## La peinture et l'illustration
L'appartenance de Miklos au mouvement cubiste commence en 1913 : une de ses toiles est exposée par les Frères Gimbel, à travers les États-Unis. En 1921, cinq autres sont exposées à Amsterdam dans une vente publique organisée par Léonce Rosenberg. En 1922, il expose deux tableaux au Salon des indépendants, consacré aux artistes cubistes. Ses œuvres sont les seules à être appréciées par le critique Gaston de Pawlowski[réf. souhaitée]. Soudainement, il arrête de peindre. Le dernier tableau qu'il exécuta, "Le vieux clown", représente un clown sonnant la cloche (un adieu à la peinture), qui se trouve aujourd'hui au Musée de Brou, à Bourg-en-Bresse. Dans ce tableau on discerne déjà tous les éléments  du futur style de Miklos-illustrateur.
En 1922, Miklos entame avec le graveur sur bois et éditeur François-Louis Schmied une collaboration régulière, et rémunérée, pour participer à la décoration de ses livres et à la conception de ses reliures. Cette collaboration est attestée par un cahier de comptes, toujours conservé dans la famille, où Miklos inscrit pendant 20 ans, et avec une grande précision, titres, dates et prix des travaux qu'il fournit à Schmied. Conformément au souhait de Miklos, cette collaboration resta longtemps anonyme. Grâce aux revenus importants venant de l'atelier Schmied, Miklos acheta vers 1930 un terrain dans la rue Gauguet, Paris 14e et y fit édifier sa maison-atelier.

## La sculpture
En 1923, Léonce Rosenberg lui consacre une exposition personnelle à la Galerie de L'Effort moderne : il y présente des émaux champlevés aux motifs soit abstraits, soit cubisants, ainsi que des bas-reliefs en métal repoussé et des dessins, au total 50 pièces. Ensuite, il fait un bref voyage en Hongrie et, au retour, il expose deux Tours architecturales en bois polychrome au Salon D'Automne.
Il participera à de nombreuses expositions internationales et locales, entre autres, à Paris, celle de 1925 (de façon anonyme pour des décors d’œuvres de J. Goulden et J. Dunand[réf. souhaitée], et du livre "Daphné" de F.-L. Schmied). Sous sa propre signature, il y expose les deux Tours architecturales.
En 1928, une exposition personnelle lui est consacrée, à la galerie de la revue "Renaissance de l'Art Français et des Industries de Luxe", au 11 rue Royale, à Paris ; il y expose 30 sculptures et deux bas-reliefs en ciment rose. De nombreuses pièces sont achetées par des collectionneurs renommés : J. Lanvin, la famille Rothschild, J.-C. Mardrus, Mme Lapauze, Mme Tachard, J. André, etc.
Il épouse en 1933 sa compagne Marie-Louise, avec qui il vit depuis 1922, et devient parrain de Mara Rucki, fille de son ami peintre et sculpteur. En raison des difficultés financières de F.-L. Schmied dans les années 1930, les derniers travaux de Miklos pour Schmied ne seront jamais payés. Il expose sa sculpture "L' Annonciation" à la manifestation de "L'Art Sacré Moderne", qui a lieu en novembre 1938 au Pavillon de Marsan.
En 1939, il est invité à la grande exposition rétrospective "Un siècle de sculpture française" au Stedelijk Museum d'Amsterdam, puis au Palais des beaux-arts de Bruxelles.
Il est membre fondateur de l'Union des artistes modernes (UAM), en 1930, à côté des frères Jean et Joël Martel, et participe à la première exposition de ce groupe avec six bronzes. Il participe aussi à celle de 1937, avec son propre stand et réalise un bas-relief monumental pour la décoration extérieure du Pavillon de l'UAM à l'Exposition universelle de 1937,.

## Œuvres
Illustrations et créations graphiques
Gustave Miklos a fourni à François-Louis Schmied des projets d'illustrations et d'ornements, dessinés selon sa propre imagination ou d'après les indications données par Schmied sous forme de maquettes, croquis, gouaches, etc. Schmied gravera sur bois la plupart de ces dessins pour enrichir la décoration d'une partie de ses livres.
Dans le cahier tenu par Gustave Miklos ont également été répertoriés plusieurs projets de décors pour les éditions  de Philippe Gonin, Plon / Séquana, du Bélier ainsi que diverses créations graphiques (affiches, estampes, menus, couvertures, timbres, tissus, écharpes...), logos pour le Salon des artistes décorateurs, affiches  publicitaires, catalogues des musées nationaux, etc.
Sculptures, peintures et objets décoratifs
Connu également comme un précurseur dans les arts plastiques[réf. souhaitée], grand sculpteur et designer du XXe siècle, Gustave Miklos a créé quelque 180 œuvres en bronze, cuivre, ciment, bois (pièces uniques), environ 100 objets décoratifs (allant des meubles aux bijoux, aux tissus et accessoires de mode) et environ 140 tableaux,,, signés de son nom. Lors de la dispersion de la collection Yves Saint Laurent-Pierre Bergé, une paire de banquettes qu'il avait estampillées de son monogramme, a atteint un prix record de 1,7 million d'euros.

### Expositions
« Gustave Miklos, La quête du beau et de l'harmonie », musée du Peigne et de la Plasturgie, Oyonnax, octobre 2014 - janvier 2015
« Gustave Miklos Moderniste », galerie Fata Libelli, Paris, septembre 2015 - novembre  2015